# Episodi di Le regole del delitto perfetto (prima stagione)
La prima stagione della serie televisiva Le regole del delitto perfetto, composta da 15 episodi, è stata trasmessa in prima visione negli Stati Uniti dal canale ABC dal 25 settembre 2014 al 26 febbraio 2015.
In Italia, la stagione è andata in onda in prima visione satellitare dal 27 gennaio al 14 aprile 2015 su Fox, canale a pagamento della piattaforma Sky. In chiaro, la stagione è stata trasmessa nella Svizzera italiana dal 3 marzo al 9 giugno 2015 su RSI LA1 e in Italia dall'8 luglio al 5 agosto 2016 su Rai 2.
| nº | Titolo originale          | Titolo italiano                        | Prima TV USA      | Prima TV Italia  |
| -- | ------------------------- | -------------------------------------- | ----------------- | ---------------- |
| 1  | Pilot                     | Come evitare una condanna per omicidio | 25 settembre 2014 | 27 gennaio 2015  |
| 2  | It's All Her Fault        | È tutta colpa sua                      | 2 ottobre 2014    | 27 gennaio 2015  |
| 3  | Smile, or Go to Jail      | Sorridi, o vai in galera               | 9 ottobre 2014    | 3 febbraio 2015  |
| 4  | Let's Get to Scooping     | Mettiamoci a scavare                   | 16 ottobre 2014   | 3 febbraio 2015  |
| 5  | We're Not Friends         | Non siamo amici                        | 23 ottobre 2014   | 10 febbraio 2015 |
| 6  | Freakin' Whack-a-Mole     | Carta da parati                        | 30 ottobre 2014   | 10 febbraio 2015 |
| 7  | He Deserved to Die        | Meritava di morire                     | 6 novembre 2014   | 17 febbraio 2015 |
| 8  | He Has a Wife             | È sposato                              | 13 novembre 2014  | 24 febbraio 2015 |
| 9  | Kill Me, Kill Me, Kill Me | Uccidimi, uccidimi, uccidimi           | 20 novembre 2014  | 3 marzo 2015     |
| 10 | Hello, Raskolnikov        | Hello Raskolnikov                      | 29 gennaio 2015   | 10 marzo 2015    |
| 11 | Best Christmas Ever       | Il miglior Natale di sempre            | 5 febbraio 2015   | 17 marzo 2015    |
| 12 | She's a Murderer          | È un'assassina                         | 12 febbraio 2015  | 24 marzo 2015    |
| 13 | Mama's Here Now           | Mamma è qui                            | 19 febbraio 2015  | 31 marzo 2015    |
| 14 | The Night Lila Died       | La notte in cui è morta Lila           | 26 febbraio 2015  | 7 aprile 2015    |
| 15 | It's All My Fault         | È tutta colpa mia                      | 26 febbraio 2015  | 14 aprile 2015   |

## Come evitare una condanna per omicidio
- Titolo originale: Pilot
- Diretto da: Michael Offer
- Scritto da: Peter Nowalk

### Trama
Annalise Keating, un avvocato difensore e docente di diritto penale che ama chiamare How to Get Away with Murder, seleziona un gruppo dei suoi migliori cinque studenti per lavorare nel suo studio. Il primo cliente di Annalise è una donna accusata di tentato omicidio del suo amante con l'aspirina, al quale lui era altamente allergico. Wes scopre che Annalise tradisce suo marito Sam con il detective Lahey, mentre Connor trova un modo interessante per aiutare Annalise nel caso. Il corpo di una studentessa scomparsa da mesi, Lila Stangard, viene ritrovato nella cisterna d'acqua della sua confraternita da un tecnico. Quando Annalise e Sam vedono lo speciale sul ritrovamento della ragazza, Annalise commenta: «Scommetto che è stato il fidanzato».
Flash-forward: gli studenti di legge di Annalise Wes, Connor, Laurel e Michaela discutono su come disfarsi di un corpo che si trova a casa di Annalise, rischiando di essere sorpresi dalla polizia. Si dirigono poi nel bosco e, dopo il lancio di una moneta, decidono che la migliore cosa da fare è quella di bruciare il corpo.
- Guest star: Tom Verica (Sam Keating), Lenny Platt (Griffin O'Reilly), Michael Gaston (Henry Williams), Conrad Ricamora (Oliver), Suzanne Savoy (Kathy Powell), Andrea Syglowski (Gina Sadowski), Megan West (Lila Stangard).
- Ascolti USA: telespettatori 14 340 000 – share 18-49 anni 12%[3]

## È tutta colpa sua
- Titolo originale: It's All Her Fault
- Diretto da: Bill D'Elia
- Scritto da: Peter Nowalk

### Trama
Annalise accetta il caso di un milionario, Max S. Vincent, accusato di aver ucciso sua moglie. Connor cerca di fare la cosa giusta con il suo fidanzato, il super tecnologico Oliver, dopo aver saltato una cena per lavorare al caso. Il processo di Annalise è ribaltato quando la figlia dell'accusato capisce che era stato il padre ad uccidere sua madre. Annalise comincia a sospettare un coinvolgimento di Sam nel caso di Lila Stangar. Laurel chiede a Bonnie dei consigli su Frank.
Flash-forward: mentre sta comprando il necessario per liberarsi del corpo, Wes chiama qualcuno dicendogli che è andato tutto secondo i piani. Dopo va in una camera di hotel e incontra Rebecca.
- Guest star: Tom Verica (Sam Keating), Conrad Ricamora (Oliver), Laura Coover (Eloise St. Vincent), Steven Weber (Max St. Vincent).

## Sorridi, o vai in galera
- Titolo originale: Smile, or Go to Jail
- Diretto da: Randall Zisk
- Scritto da: Rob Fresco

### Trama
Il nuovo caso di Annalise riguarda una casalinga, Paula Murphy, inizialmente indagata per atti osceni in luogo pubblico, arrestata dall'FBI per un attentato di diversi anni prima. Wes cerca di aiutare Rebecca, arrestata per l'omicidio di Lila. Michaela scopre di una precedente relazione omosessuale tra il suo futuro marito e Connor, avvenuta anni prima durante il college. Nate, l'amante di Annalise, indaga sull'alibi di Sam durante la notte in cui Lila è stata uccisa e non ne trova uno, ma decide di mentire ad Annalise dicendole che il suo alibi è inconfutabile. Il caso nel frattempo viene sospeso dopo che la casalinga, in libertà su cauzione, scappa col suo primo amore, un pregiudicato.
Flash-forward: Connor, Wes, Michaela e Laurel continuano a pianificare su come liberarsi del corpo, ma si accorgono che hanno anche bisogno di un alibi, così cominciano a scattarsi delle foto al falò. Mentre stanno per andare via dal bosco, Michaela si accorge di aver perso l'anello di fidanzamento.
- Guest star: Tom Verica (Sam Keating), Jason Gedrick (Gabriel Shaw), Ana Ortiz (Paula Murphy), David Denman (Kevin Murphy), Alysia Reiner (Wendy Parks), John Getz (David Dolan), Arjun Gupta (Kan), Elliot Knight (Aiden Walker), Lenny Platt (Griffin O'Reilly).

## Mettiamoci a scavare
- Titolo originale: Let's Get to Scooping
- Diretto da: Laura Innes
- Scritto da: Erika Green Swafford

### Trama
Annalise assume un nuovo caso: si tratta di una amica di vecchia data, Marren Trudeau, titolare di un'agenzia di brokeraggio che è stata accusata di insider trading e che dichiara di essere innocente. Wes dà il via al caso di Rebecca dopo essersi reso conto che è sua la colpa se lei ha confessato di aver ucciso Lila. Connor abborda il giovane assistente di Marren, Pax, riuscendo ad ottenere informazioni utili per il caso, ma si rende conto di provare dei veri sentimenti per Oliver, che lo ha cacciato di casa quando ha scoperto che lui fosse andato con un altro ragazzo. Frank deve confrontarsi con i suoi problemi di gelosia nei confronti di Laurel. Bonnie, che mostra di provare qualcosa verso il marito di Annalise, deve trovare un modo per far dichiarare inaccettabile la confessione di Rebecca e ci riesce, portando però al licenziamento di Nate. Alla fine Wes convince Rebecca che è necessario che gli altri sappiano cosa c'è sul cellulare di Lila, ovvero la foto di un pene, che Annalise riconosce come quello di Sam, senza dirlo agli altri.
Flash-forward: dopo l'assassinio di Sam, Michaela ha una crisi di panico e Asher si presenta sulla scena del crimine arrabbiato per essere stato privato del trofeo. Connor giunge a casa di Oliver dopo che si sono liberati del corpo, dando di matto nel corridoio e rendendosi conto solo in quel momento di che cosa hanno appena fatto. Per non svelare al ragazzo cosa fosse successo quella notte, si inventa di avere problemi con la droga.
- Guest star: Tom Verica (Sam Keating), Tim Griffin (Caleb Abernathy), Sara Paxton (Talia Lewis), Alysia Reiner (Wendy Parks), Arjun Gupta (Kan), Conrad Ricamora (Oliver Hampton), Niko Pepaj (Paxton Curtis), Tony Elias (Jimmy Wordshaw), Elizabeth Perkins (Marren Trudeau).

## Non siamo amici
- Titolo originale: We're Not Friends
- Diretto da: Mike Listo
- Scritto da: Tracey A. Bellomo

### Trama
Annalise accetta il caso di un teenager che è stato accusato dell'omicidio del padre violento e impone pazienza a Wes che le chiede quando avrebbe intenzione di consegnare il cellulare alla polizia. Annalise scopre come Bonnie sia riuscita a farsi dare la confessione di Rebecca e Laurel mette a repentaglio la sua carriera rischiando di andare in prigione per aiutare nel caso. Annalise si confronta con Sam sulla sua relazione con Lila. Intanto, Rebecca viene portata nell'ufficio di Sam al fine di scoprire se sapesse con chi Lila stesse avendo una relazione, ma ciò ha esattamente l'effetto contrario: Rebecca scopre, per via carta da parati della foto identica a quella del bagno, che l'uomo è proprio Sam. Laurel e Frank si fronteggiano per combattere i loro sentimenti, mentre Bonnie non sa cosa fare dopo aver assistito al litigio tra Annalise e Sam.
Flash-forward: i quattro studenti di legge cercano di capire come riportare l'arma del delitto a casa di Annalise. Laurel risponde ad una chiamata di Frank per rafforzare il loro alibi dicendo di essere alla festa e successivamente decide di chiedergli aiuto.
- Guest star: Tom Verica (Sam Keating), Tracy Vilar (Barker), Arjun Gupta (Kan), Amy Pietz (Sharon Remini), Julian De La Celle (Ryan Remini).

## Carta da parati
- Titolo originale: Freakin' Whack-a-Mole
- Diretto da: Bill D'Elia
- Scritto da: Mike Foley

### Trama
Annalise deve trovare il modo di far ritirare la condanna a morte di un uomo provando alla giuria soltanto ora la sua innocenza. Wes non va più a lezione, così Frank cerca di trovare Rebecca in modo tale da farlo ritornare in sesto. Durante il processo, Annalise è rimproverata su come le sue argomentazioni si basino su speculazioni, ma nonostante le discussioni il loro cliente è finalmente libero. Frank pone il cellulare di Lila nella macchina del suo ragazzo, Griffin, che di conseguenza viene arrestato; soltanto Nate è a conoscenza dell'imbroglio. Annalise mostra a Sam quello che ha fatto per lui dicendo che il suo bisogno di lui è stata l'unica ragione che l'ha portata ad agire in tal maniera.
Flash-forward: Asher si rende conto di non avere più il trofeo che era nel suo appartamento e va alla ricerca dei suoi compagni, convinto che siano stati loro ad averglielo sottratto. Nel frattempo, riceve una telefonata da Bonnie che gli chiede di incontrarsi. I due vanno a letto insieme e in seguito Bonnie viene contattata da Annalise, che le chiede se Sam sia con lei. Alla sua risposta negativa l'avvocatessa teme che sia successo qualcosa di terribile al marito.
- Guest star: Tom Verica (Sam Keating), Robin Gammel (giudice capo), Peter Macon (David Allen), John Posey (Bill Millstone), David Gautreaux (Art Trucco), Jim Turner (George Gabler).

## Meritava di morire
- Titolo originale: He Deserved to Die
- Diretto da: Eric Stoltz
- Scritto da: Warren Hsu Leonard

### Trama
Annalise scopre che l'avvocato di Griffin ha fatto trapelare informazioni ai tabloid per mettere in cattiva luce Rebecca, fatto che ha come conseguenza un ordine di non divulgazione. Michaela si imbatte in un colloquio di lavoro con un prestigioso studio legale, solo per scoprire che sono stati i suoi futuri suoceri a convocarla per discutere dell'accordo prematrimoniale. Gli avvocati difensori di Griffin vogliono riesumare il cadavere di Lila per accumulare prove circa la colpevolezza di Rebecca, il che dà luogo ad un accordo tra il procuratore ed Annalise, che vogliono entrambe evitarlo. Tuttavia, la procura attua un doppio gioco e Asher va a letto con una loro impiegata per scoprirne il motivo. In seguito, il giudice ordina la riesumazione del cadavere di Lila. Dopo l'esame, si scopre che i segni sul collo di Lila sono solo morsi d'insetto, ma si aggiungono ulteriori problemi, quando viene scoperto che Lila era incinta di sei settimane nel momento in cui morì.
Flash-forward: Wes si reca presso un motel dove lascia Rebecca dopo l'omicidio di Sam, e la ragazza rivela il desiderio di prendersene la colpa, dato che è già coinvolta nel processo per l'omicidio di Lila, e quindi potrebbe già finire in prigione.
- Guest star: Tom Verica (Sam Keating), Greg Germann (Jared Keegan), Alysia Reiner (Wendy Parks), Arjun Gupta (Kan), Tamlyn Tomita (giudice Carol Morrow), Lenny Platt (Griffin O'Reilly), Michael Adam Hamilton (Julien), Megan West (Lila Stangard).

## È sposato
- Titolo originale: He Has a Wife
- Diretto da: Debbie Allen
- Scritto da: Doug Stockstill

### Trama
Annalise accetta il caso di una donna in carriera e madre che apparentemente ha ucciso la tata dei figli mentre camminava nel sonno sotto l'effetto delle sue pillole sonnifere. Michaela incontra la sua futura suocera per discutere dell'accordo prematrimoniale che rifiuta di firmare. Laurel scopre che Frank ha una ragazza. Bonnie confessa ad Annalise che Sam sapeva che Lila fosse incinta, così Annalise licenzia Bonnie e la caccia da casa sua. Wes vede Rebecca con Nate e le rivela che l'uomo è l'amante di Annalise, provocando una grande lite. Rebecca scappa furtivamente per cercare da sola prove incriminanti contro Sam.
Flashback: Rebecca e Lila si incontrano segretamente sul tetto della casa della sorellanza, dove Lila non solo le rivela che va a letto con Sam, ma le mostra anche delle foto contenute sul suo cellulare. Quando Sam dice di volere rompere con lei, durante la notte in cui viene uccisa, Lila si reca a casa di Annalise per svelare la verità a proposito della sua relazione con Sam ma viene fermata da Bonnie.
- Guest star: Tom Verica (Sam Keating), Lynn Whitfield (Mary Walker), Stacy Edwards (Gretchen Thomas), David Burke (sig. Thomas), Max Gray Wilbur (Cody Thomas), Megan West (Lila Stangard).

## Uccidimi, uccidimi, uccidimi
- Titolo originale: Kill Me, Kill Me, Kill Me
- Diretto da: Stephen Williams
- Scritto da: Michael Foley e Erika Green Swafford

### Trama
Rebecca si intrufola in casa Keating per rubare dati dal portatile di Sam che potrebbero condannare l'uomo e allo stesso tempo assolverla. Wes capisce dove si è recata la ragazza e la raggiunge insieme a Connor e Laurel con i quali stava svolgendo uno studio di gruppo e a Michaela, che era lì per restituire il trofeo che aveva rubato ad Asher. Sam scopre Rebecca curiosare per la casa e, capendo le sue intenzioni, la insegue fino al piano di sopra, dove scoppia una colluttazione. La lotta si sposta nel corridoio e Michaela spinge l'uomo oltre la balaustra, facendolo cadere sul pavimento di sotto. Sam è creduto morto e Rebecca, Wes, Michaela, Connor e Laurel riflettono sulla prossima mossa, ma Sam improvvisamente attacca Rebecca cercando di strangolarla. Wes allora colpisce Sam sulla testa con il trofeo, uccidendolo definitivamente. Il ragazzo allora accompagna Rebecca al motel, recupera dalla casa l'arma del delitto e poi si ritrova con gli altri tre studenti nel bosco. Il gruppo decide di ritornare alla casa per prendere il corpo di Sam e distruggerne ogni traccia. Annalise si reca da Nate in preda al panico, dicendo che si è scontrata con Sam a proposito della gravidanza di Lila e l'imminente risultato del test del DNA, e teme che lui possa essere fuggito. I due passano la notte insieme, in seguito alla quale Annalise abbandona la casa di Nate e telefona a Sam. Lascia un commosso messaggio, dicendo che le dispiace del loro litigio, che lo ama ancora, e lo supplica di tornare a casa cosicché possano risolvere i loro problemi. Gli studenti portano il cadavere di Sam nel bosco, lo bruciano, distruggono i resti e li mettono in sacchi dell'immondizia. Poi li gettano in un cassonetto e se ne vanno. Un flashback finale mostra la scena nella quale Wes ritorna alla casa per riportare il trofeo e scusarsi con il corpo senza vita di Sam, solo per scoprire Annalise seduta dietro alla scrivania che gli dice di non sentirsi dispiaciuto.
- Guest star: Tom Verica (Sam Keating), Lynn Whitfield (Mary Walker), Pat Healy (Dennis), Conrad Ricamora (Oliver Hampton).

## Hello Raskolnikov
- Titolo originale: Hello, Raskolnikov
- Diretto da: Michael Offer
- Scritto da: Marcus Dalzine

### Trama
Annalise dichiara alla polizia che probabilmente Sam è fuggito per aver ucciso Lila. I Keating Four non sono sicuri di cosa Annalise sappia del loro coinvolgimento nell'omicidio di Sam. Annalise riesce a convincere la corte che Rebecca non ha niente a che fare con la morte di Lila e la ragazza è assolta da ogni accusa. Connor e Michaela contemplano l'idea di costituirsi e incolpare Wes e Rebecca dell'omicidio di Sam. Discutono con Laurel se lei voglia far parte del piano ma quest'ultima lo rivela a Wes e Annalise. Come risposta, Annalise spiega che costituirsi non farà nient'altro che peggiorare la situazione. Giura di proteggerli per sempre e dice loro di doversi fidare di lei. Annalise racconta a Frank ciò che è successo veramente a Sam. Alla fine, Connor chiama Annalise facendole sapere che la sorella di Sam, Hannah, una psicologa, si trova in città e rifiuta di credere che Sam abbia ucciso Lila.
- Guest star: Tom Verica (Sam Keating), Alysia Reiner (Wendy Parks), Arjun Gupta (Kan), Faran Tahir (detective Terrence Amos), Tamlyn Tomita (giudice Carol Morrow), April Parker Jones (detective Claire Bryce), Conrad Ricamora (Oliver Hampton), Megan West (Lila Stangard), Trevor J. Davis (sig. Ingram), Marcia Gay Harden (Hannah Keating).

## Il miglior Natale di sempre
- Titolo originale: Best Christmas Ever
- Diretto da: Michael Katleman
- Scritto da: Tracy A. Bellomo e Warren Hsu Leonard

### Trama
La cognata di Annalise, Hannah Keating, arriva a Filadelfia, disperatamente desiderosa di risposte sulla presunta scomparsa di Sam. Inquieta del disdegno di Hannah per lei, Annalise la evita e si focalizza invece sul caso di Jackie Groves, una donna il cui marito ha abusato sessualmente di lei e di altre due giovani donne rapite e nascoste nel seminterrato della loro casa. Laurel confida a Frank che comincia a preoccuparsi del loro insabbiamento, soprattutto a causa dell'abbondanza di prove forensi presente nel SUV di Connor, e così, mentre Connor passa del tempo con Oliver, Frank ruba la macchina e la distrugge. Si scopre poco dopo che Jackie non è una vittima innocente, poiché in passato aveva rubato la figlia apparentemente morta di una delle ragazze sequestrate e la stava segretamente crescendo. Quindi Annalise abbandona il caso e tradisce Jackie, lasciandola a scontare il lungo periodo in prigione per i suoi crimini. Nel frattempo Hannah, che ha seguito Annalise, la fronteggia e le chiede di dirle la verità sulla scomparsa di Sam. Annalise ammette di aver mentito alla polizia riguardo alla relazione di Sam con Lila, ma sostiene di non sapere nulla riguardo alle condizioni di Sam, e ciò sembra soddisfare l'ostinazione di risposte da parte di Hannah. Wes ritorna a casa e vede in diretta sul notiziario che i resti di Sam sono stati rinvenuti presso una discarica.
Flashback: durante le vacanze natalizie, molti dei personaggi sono sentimentalmente instabili dopo la notte dell'omicidio. Annalise si chiude in una stanza d'albergo, bevendo grandi quantità di vodka ogni giorno; Wes non riesce a dormire senza essere svegliato da vividi e spaventosi incubi; Connor capisce di voler stare con Oliver; il fidanzato di Michaela posticipa il matrimonio e Laurel viene cacciata dalla casa dei genitori.
- Guest star: Jackie Geary (Jackie Groves), José Zúñiga (Jorge Castillo), Conrad Ricamora (Oliver Hampton), Anne Betancourt (giudice Francine Marber), Elliot Knight (Aiden Walker), Marcia Gay Harden (Hannah Keating).

## È un'assassina
- Titolo originale: She's a Murderer
- Diretto da: Bill D'Elia
- Scritto da: Erika Harrison

### Trama
Quando i resti di Sam vengono scoperti, la polizia sospetta che Annalise sia in qualche modo coinvolta nella sua morte, incoraggiati anche dalla sorella di Sam, Hannah, che accusa immediatamente Annalise dell'omicidio. Frank avverte Laurel che lei, Wes, Connor e Michaela non possono più contattare Annalise dato che i loro cellulari sono controllati dalla polizia. Hannah racconta al giudice che Annalise una volta minacciò di uccidere Sam e ciò è sufficiente per rilasciare un mandato per ispezionare la sua casa, ma non vengono trovate prove. Bonnie affronta Annalise dicendo che lei sa che i Keating Four hanno ucciso Sam e la mette in guardia sul fatto che proteggerli potrebbe rovinare la sua carriera. Annalise incarica Frank di irrompere a casa di Nate e incastrarlo per l'omicidio rimuovendo le sue impronte digitali da un bicchiere e posizionandole sull'anello del marito. I poliziotti arrestano quindi Nate per l'omicidio di Sam. I Keating Four sono scioccati quando Nate è accusato del delitto che in realtà loro hanno commesso, mentre Michaela ricorda la promessa fatta da Annalise. Annalise, distesa sul suo letto e pervasa dal senso di colpa, chiama sua madre in cerca di aiuto.
- Guest star: Peter Onorati (Leo Lombardo), Michael McGrady (procuratore Neil Hobbs), Karl Makinen (Paul Lombardo), April Parker Jones (detective Claire Bryce), Hector Bustamante (Pedro Hortua), Marcia Gay Harden (Hannah Keating).

## Mamma è qui
- Titolo originale: Mama's Here Now
- Diretto da: Mike Listo
- Scritto da: Erika Green Swafford e Doug Stockstill

### Trama
Ophelia, la madre di Annalise, arriva a Middleton e passa qualche giorno insieme alla figlia. Le due donne parlano del tormentato passato di Annalise che era stata violentata dallo zio quando era bambina e solo adesso scopre che la madre aveva incendiato volontariamente la sua casa con lo zio all'interno per ucciderlo dopo averlo scoperto. Mentre Annalise è troppo provata in seguito all'arresto di Nate, Bonnie si occupa di un nuovo caso al suo posto: un caso di stupro di un'infermiera ai danni di un suo paziente. Nonostante all'inizio appaia in difficoltà, alla fine Bonnie vince la causa dimostrando che la presunta vittima voleva incastrare la sua cliente insieme al legale dell'ospedale che era il suo amante allo scopo di ottenere un grosso risarcimento. Wes comincia a sospettare che Rebecca possa essere in realtà coinvolta nell'omicidio di Lila e indaga sul caso di Rudy, il precedente coinquilino del suo appartamento. Wes scopre che i due casi sono collegati perché Rudy è stato arrestato la stessa notte della morte di Lila e rinchiuso in un ospedale psichiatrico. Wes e Laurel fanno visita a Rudy all'ospedale e lo trovano in stato di shock; quando gli mostrano una foto di Rebecca chiedendogli se la conoscesse lui riesce a dire solo una parola: "bagnata" che Wes collega subito al serbatoio in cui è stato trovato il cadavere di Lila. Intanto inizia il processo a Nate per l'omicidio di Sam e Annalise riesce a passargli un biglietto in cui gli dice di licenziare il suo avvocato e di chiamare un numero telefonico.
- Guest star: Cicely Tyson (Ophelia Harkness), April Parker Jones (detective Claire Bryce), Michelle Hurd (Amanda Winthrop), Mark Famiglietti (David Tucker), Mageina Tovah (Jolene Samuels), Conrad Ricamora (Oliver Hampton), Andrew Friedman (sig. Fowler).

## La notte in cui è morta Lila
- Titolo originale: The Night Lila Died
- Diretto da: Laura Innes
- Scritto da: Michael Foley

### Trama
Connor e Oliver, prima di riprendere la loro relazione, fanno entrambi il test per l'AIDS. Annalise si occupa di un nuovo caso: un prete che ha ucciso un altro prete dopo aver scoperto, tramite una sua confessione, che quest'ultimo ha abusato sessualmente di un ragazzo fino a spingerlo al suicidio. Il prete si rifiuta di violare il segreto confessionale per rivelare i motivi del suo delitto e ottenere così una riduzione della pena e rifiuta anche l'aiuto della donna che ama, dichiarandosi così colpevole di omicidio di primo grado e finendo in galera. Annalise fa di tutto per tirare fuori Nate di prigione, facendolo anche aggredire da altri carcerati tramite Frank allo scopo di ottenere una nuova udienza preliminare, ma il suo piano fallisce poiché il giudice rifiuta e lo mette in isolamento. Annalise quindi fa in modo di ricusare il giudice del suo caso facendola parlare con Asher e ottiene infine il rilascio di Nate su cauzione. Wes e Laurel sono sempre più sospettosi di Rebecca e lo riferiscono anche a Connor e Michela. I quattro raggiungono quindi la casa di Rebecca, aspettano che torni e la affrontano chiedendole se abbia ucciso Lila e tutti i dettagli di quella notte. Rebecca rifiuta di rispondere alle loro domande e li minaccia di chiamare il poliziotto che li ha visti uscire da casa di Annalise la notte in cui fu ucciso Sam e che Annalise e Frank hanno fatto in modo di trasferire in Delaware. I quattro chiamano Annalise, che scopre che i suoi studenti hanno legato e imbavagliato Rebecca chiudendola nel bagno.
Flashback: il giorno in cui è morta Lila, questa e Rebecca avevano litigato. Lila aveva incolpato Rebecca di tutti i suoi problemi e le aveva detto di non volerla più vedere. Lila voleva tornare con Griffin e Rebecca le diceva che lui non era un bene per lei. Più tardi Rebecca e Griffin si erano visti ad una festa, si erano drogati e baciati. Erano andati nella camera di Griffin e Rebecca aveva preso il suo telefono e mandato un messaggio a Lila dicendole di recarsi da lui. Lila aveva quindi scoperto i due fare sesso e aveva attaccato Rebecca, e infine se ne era andata urlando che non avrebbe più voluto rivederli.
- Guest star: Tom Everett Scott (Andrew Crawford), Lilli Birdsell (Agnes Wills), Conrad Ricamora (Oliver Hampton), Megan West (Lila Stangard), Lenny Platt (Griffin O'Reilly), Danielle Kennedy (infermiera), Nick Warnock (procuratore Trent Stockton), Mari Weiss (giudice Clarice Redding).

## È tutta colpa mia
- Titolo originale: It's All My Fault
- Diretto da: Bill D'Elia
- Scritto da: Peter Nowalk

### Trama
Annalise costringe i Keating Four a inscenare un processo in cui ognuno di loro deve cercare di dimostrare che Rebecca ha ucciso Lila. Rebecca è poco collaborativa ma alla fine riesce a convincere Wes che lei non è colpevole anche se si era imbattuta nel cadavere di Lila mentre la cercava e si era nascosta con il cadavere nel serbatoio dell'acqua temendo di essere vista e incolpata dell'omicidio. Gli altri tre non le credono ma al termine dei loro discorsi, Annalise non trova credibili le loro affermazioni perché tutte ipotetiche e non supportate da prove. Decide quindi di liberare Rebecca, ma quando scende in cantina, dove l'avevano portata, vede che non è più sulla sedia a cui era stata legata. Michaela si ubriaca in un bar, dove Laurel le rivela che aveva lei il suo anello di fidanzamento e che lo aveva nascosto in modo tale che lei non andasse alla polizia per timore che l'anello fosse trovato sul luogo del delitto. Connor torna a casa trovando Oliver in lacrime, essendo risultato positivo al test dell'AIDS. Wes crolla non sapendo più a cosa credere e Annalise lo consola e lo rassicura dicendogli che loro devono credere che Sam abbia ucciso Lila anche perché è l'unica teoria sensata e che consentirebbe loro di andare avanti. Quando Wes se ne va, Annalise incontra Frank nella cantina e i due discutono di cosa fare con Rebecca, di cui viene fatto vedere il cadavere nascosto tra gli scatoloni. Si accusano a vicenda di averla uccisa ed entrambi negano.
Flashback: Sam è a New Haven per la conferenza quando riceve la telefonata di Lila che lo minaccia di dire tutto ad Annalise se lui non fosse tornato immediatamente. Sam quindi torna a Middleton mentre Lila va a casa di Annalise ma le apre Bonnie che le dice di andarsene. Sam raggiunge Lila sul tetto della Kappa Kappa Teta e la trova molto scossa per il fatto che Griffin l'avesse tradita e che Sam voleva chiudere la loro storia. Per calmarla e fare in modo che non dicesse di lui a nessuno, Sam è costretto a dirle che lui ama solo lei, che non ama più Annalise e che lo avrebbe detto alla moglie quella sera stessa, ma appena va via dal tetto chiama da un telefono pubblico Frank dicendogli di uccidere Lila dato che lui gli deve un favore. Così Frank, indossando dei guanti, strangola Lila e getta il suo corpo nel serbatoio.
- Guest star: Tom Verica (Sam Keating), Lynn Whitfield (Mary Walker), Sarah Burns (procuratrice), Conrad Ricamora (Oliver Hampton), Megan West (Lila Stangard), Lenny Platt (Griffin O'Reilly).